# Дом Савицкой
Дом М. А. Савицкой — историческое здание в Пушкине. Построен в 1904—1905 гг. Объект культурного наследия регионального значения. Расположен на Московской улице, дом 15 (в некоторых источниках дом 17).

## История
До постройки нынешнего здания на участке находился деревянный двухэтажный дом Синициной в стиле классицизма. Мария Алексеевна Савицкая, приобретшая участок в 1903 году, распорядилась снести старый дом и провести конкурс на возведение нового, в стиле модерн. На конкурсе победил проект гражданских инженеров братьев А. В. и Н. В. Васильевых. Осуществлённый в реальности проект в ряде деталей отличается от конкурсного. С 1945 года в здании разместилась поликлиника (нынешний номер 66). В 1956 году здание серьёзно перестроено: убраны существовавшие ранее башни над боковыми ризалитами, надстроен третий этаж, справа пристроен дополнительный корпус.

## Архитектура
К исторической части относятся два первых этажа здания. Главный вход в здание облицован гранитом и напоминает портал. Гранитные столбики составляют ограду палисадника, «рваным» гранитом отделан и цоколь здания. В отделке фасада использованы штукатурка, белая кирпичная облицовка и красный гранит. Можно увидеть исходную мелкую оконную расстекловку. Сохранилась при реконструкции одна из решёток, ограждавших балконы. Сохранилась также историческая внутренняя отделка. В ней обильно использован мотив сосновых веток: лепные фризы в виде гирлянд веток, пучки веток с шишками на консолях, поддерживающих лестницу, шишки и пучки хвои в отделке лестничной решётки. Ступени парадной лестницы мраморные. Лестничные клетки, стены вестибюля облицованы зелёной плиткой.